# Antonio Eximeno
Pour les articles homonymes, voir Eximeno.
Antonio Eximeno y Pujades, né à Valence le 26 septembre 1729 et mort à Rome le 9 juillet 1809, est un mathématicien et musicologue jésuite espagnol. Il est l'un des principaux auteurs de l'École Universaliste Espagnole du XVIIIe siècle.

## Biographie
Né en 1732 à Valence le 26 septembre 1729, il fut envoyé à Salamanque, pour y terminer ses études au collège des Jésuites. Les succès qu’il obtint dans ses cours lui méritèrent bienveillance de ses maitres, qui ne négligèrent rien pour fixer parmi eux un sujet qui s’annonçait avec tant de distinction. Après son admission dans la Société, il fut chargé d’enseigner les mathématiques, science pour laquelle il avait montré dès son enfance un goût particulier. Lors de la création de l’école militaire de Ségovie, le P. Eximeno en fut nommé professeur, et il fit l’ouverture des classes, en 1762, par un discours ‘‘Sur la nécessité d’étudier l’art de la guerre par principes’’. Il passa en Italie, à la Suppression de la Compagnie de Jésus, et s’établit à Rome, où il continua de consacrer tous ses moments à l’étude des sciences et en particulier de l'art musical. A ce titre il rejette les justifications mathématiques de l'art musical et fait sienne les théories linguistiques sur l'origine de la musique. Il était lié d’amitié avec les savants les plus distingués ; ses talents et ses qualités lui avaient concilié l’estime générale. La plupart des sociétés littéraires de l’Italie s’étaient empressées de l’admettre dans leur sein : il était connu dans celle des Arcadiens sous le nom d’Aristodemo Megareo. Il mourut à Rome, le 9 juillet 1809, à l’âge de 66 ans.

## Œuvres

### En espagnol
- Historia militar de España, Ségovie, 1769, in-4°. C’est une histoire des grands capitaines espagnols. Les critiques de cette nation s’accordent à dire qu’elle est écrite avec impartialité, et que le style en est excellent.
- Manual del artillero, ibid., 1772, in-8° : estimé.

### En italien
- Dell’origine et delle regole della musica, colla storia del suo progresso, decadenza e renovazione, 1774, in-4°. C’est l’ouvrage qui fait le plus d’honneur à Eximeno et celui qui a le plus contribué à étendre sa réputation dans l’Europe. Il y établit solidement que le but de la musique étant de flatter l’oreille, c’est à tort qu’on a cherché le principe de cet art dans des combinaisons purement mathématiques. Il relève, avec autant de force que de goût, les erreurs dans lesquelles sont tombés à cet égard Euler, Rameau et d’Alembert. Le système musical d’Eximeno, fondé sur la prosodie et applicable aux différentes langues parlées en Europe, a trouvé partout de nombreux partisans.
- Dubbio di D. Antonio Eximeno sopra il Saggio fondamentale pratico di contrappunto del R. padre maestro Giamb. Martini, Roma, l’anno del giubileo, 1775, in-4°. Peu de temps après que D. Eximeno eut publié l’ouvrage précédent, le célèbre P. Giovanni Battista Martini fit paraitre son Essai fondamental et pratique de contre-point, dans lequel il prit pour base de cette science le canto-fermo, ou le plain-chant. Il y attaqua l’opinion d’Eximeno sur le contre-point des anciens Grecs, et sa théorie était d’ailleurs positivement contraire à celle du savant espagnol. Celui-ci combat dans ce nouvel ouvrage le système du P. Martini. Le doute qu’il se propose d’y résoudre est, dit-il dans sa préface, de savoir si le P. Martini a publié l’Essai fondamental comme un contre-poison du sien ou comme un témoignage authentique en sa faveur. C’est sous cette forme piquante qu’il combat son adversaire et qu’il le réfute sur tous les points de doctrine musicale et sur le fait relaces à la musique grecque qu’il avait d’abord avancé.
- Lettera sopra l’opinione del sign. Andrès intorno la letteratura ecclesiastica de’ secoli barbari, Mantoue, 1783, C’est une apologie de l’ouvrage d’Andrés, son ami, en réponse aux critiques qui en avaient été faites.